# Portret van Ottavio Strada
Het portret van Ottavio Strada is een schilderij van Jacopo Tintoretto uit 1567. Het werk maakt deel uit van de collectie van het Rijksmuseum in Amsterdam.

## Voorstelling
De 18-jarige edelsmid Ottavio Strada, zoon van Jacopo Strada, ontvangt gouden munten van de Romeinse godin Fortuna terwijl de godin Venus wegkijkt.